# Bazán (Viso del Marqués)
Bazán es una pedanía de España en la provincia de Ciudad Real, dentro de la Comunidad Autónoma de Castilla-La Mancha.
Esta pedanía pertenece a Viso del Marqués.
- Datos: Q5723823